# Ensemble Ortskern Göhren

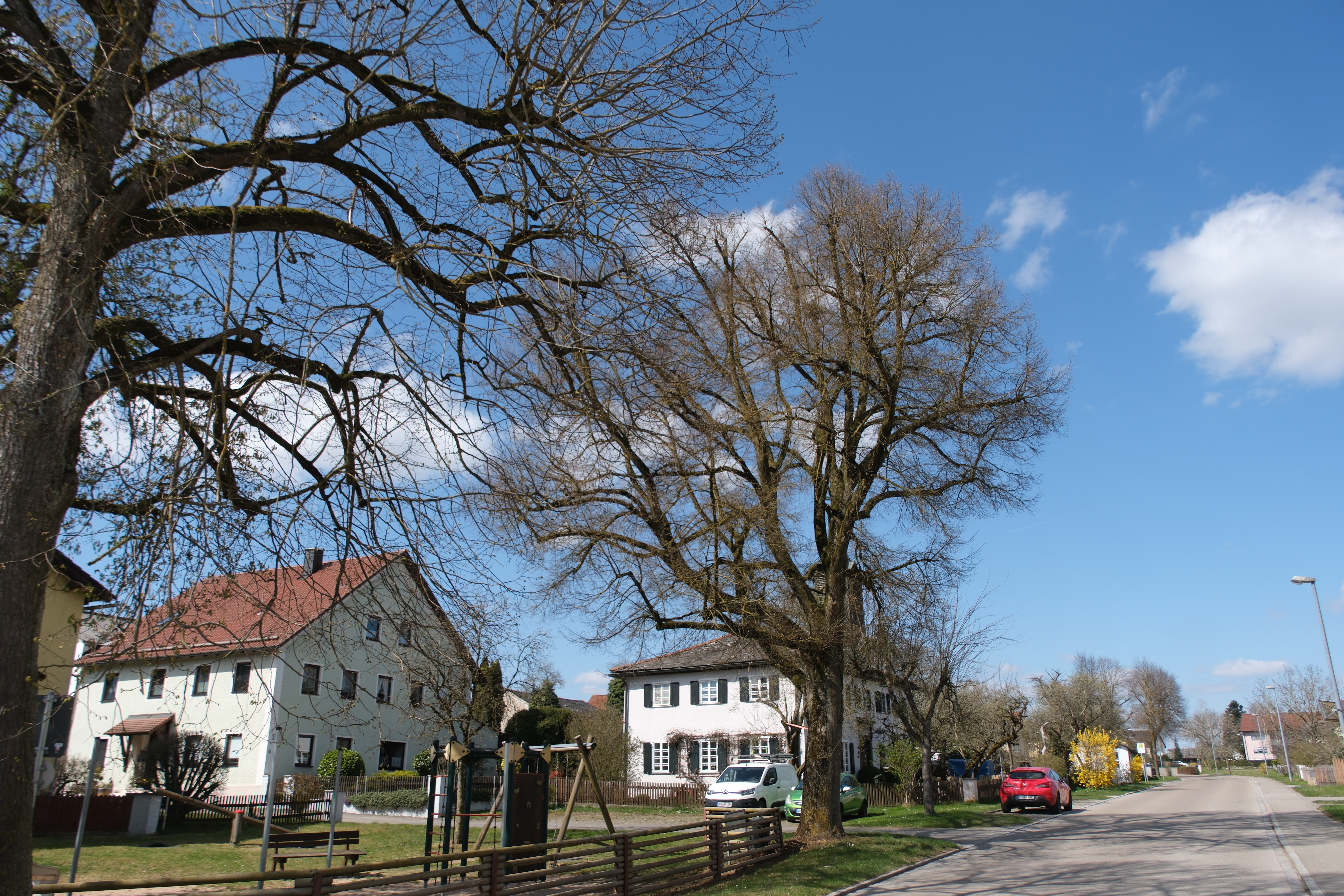
Der Anger in Göhren

Das Ensemble Ortskern Göhren in Göhren, einem Stadtteil von Pappenheim im  mittelfränkischen Landkreis Weißenburg-Gunzenhausen in Bayern, ist ein Bauensemble, das unter Denkmalschutz steht. 
Der langgestreckten, zum Anger ausgeweiteten Dorfstraße des hochmittelalterlichen Rodungsdorfes der Grafen von Pappenheim folgen auf beiden Seiten Dreiseit- und Hakenhöfe mit giebelständigen Bauernhäusern. Die älteren sind Jurahäuser des 18. und frühen 19. Jahrhunderts mit straßenseitigen kleinen Gärten. 
In der Mitte des Angers befinden sich das ehemalige Schulhaus, das Waaghaus, die Dorflinde, der Dorfweiher (Hüle) und der Löschwasserteich.